# Żychlikowo (przystanek kolejowy)
Żychlikowo – zlikwidowany przystanek gryfickiej kolei wąskotorowej w Żychlikowie, w województwie zachodniopomorskim, w Polsce. Przystanek został zamknięty 1 września 1996 roku.